# Cotoneaster coriaceus
Cotoneaster coriaceus är en rosväxtart som beskrevs av Adrien René Franchet. Cotoneaster coriaceus ingår i släktet oxbär, och familjen rosväxter. Inga underarter finns listade i Catalogue of Life.